# Костенево (Вязниковский район)
Костенево — деревня в Вязниковском районе Владимирской области России. Входит в состав муниципального образования посёлок Мстёра.

## География
Деревня расположена в 15 км на юг от центра поселения посёлка Мстёра и в 10 км на северо-запад от райцентра города Вязники.

## История

### Административно-территориальная принадлежность
В XIX — первой четверти XX века деревня входила в состав Станковской волости Вязниковского уезда, с 1926 года — в составе Вязниковской волости.
С 1929 года деревня входила в состав Станковского сельсовета Вязниковского района, с 2005 года — в составе муниципального образования посёлок Мстёра.

## Население
| 1859 | 1905 | 1926 | 2002 | 2010 | 2021 |
| ---- | ---- | ---- | ---- | ---- | ---- |
| 159  | ↘134 | ↗164 | ↘6   | ↗8   | ↗9   |

## Инфраструктура
Личное подсобное хозяйство с зоной сельскохозяйственного использования, индивидуальная застройка усадебного типа.
В 1859 году в деревне числилось 26 дворов, в 1905 году — 26 дворов, в 1926 году — 34 двора.

## Транспорт
Деревня доступна автотранспортом по просёлочной дороге-съезду с автодороги регионального значения 17Н-21.